# Ђино Колауси
Ђино Колауси (итал. Gino Colaussi; 4. март 1914 — 27. јул 1991) био је италијански фудбалер и тренер, најпознатији по томе што је дао два гола у финалу Светског првенства 1938. године.

## Каријера
Рођен је у месту Градиска д'Изонцо у регији Фурланија-Јулијска крајина. Играо је на позицији нападача. Наступао је у Серији А за Трстину, Јувентус и Вићенцу, а такође је играо у Серији Б за Падову.
За репрезентацију Италије одиграо 26 утакмица и постигао 15 голова. Колауси је играо на Светском првенству 1938. године у Француској. Постигао је гол у четвртфиналним и полуфиналним победама Италије, а два гола је дао у финалу, када је Италија освојила трофеј по други пут у историји. Био је први играч који је постигао више голова у финалу Светског првенства.
Преминуо је 27. јула 1991. године у градићу Вила Опичина, близу Трста.

## Успеси

### Клуб
Јувентус
- Куп Италије: 1941/42.

### Репрезентација
Италија
- Светско првенство: 1938.

### Индивидуалне
- Светско првенство најбољи тим: 1938[2]